# Albrecht Elvira
Albrecht Elvira (Esztergom, 1920. május 16. – Dorog, 1998. július 9.) fényképész.

## Tanulmányai
Esztergomban polgári leányiskolát végzett, majd édesapjának műtermében sajátította el testvérével együtt a fotózás alapjait. Mestervizsgát tett. 1955-ben nyitotta meg műtermét Dorogon a Bécsi úton. Az 1980-as évektől lánya, Zorkóczy Mária folytatta 1995-ig a felvételek készítését.